# Корпоративен данък
Корпоративният данък е данък, с който се облага печалбата на юридическите лица.

## История
Като основание за облагане с корпоративен данък се счита, че в условията на капитализма доходът се превръща в главен белег за икономическите възможности на лицата. Основите на съвременното прогресивно подоходно облагане са поставени в Германия в началото на 90-те години на XIX век. В по-голямата част от европейските страни неговото въвеждане датира от края на Втората световна война. В някои европейски страни, като Англия – 1965 г., Белгия – 1962 г. и Италия – 1974 г., се смята, че същинското облагане на печалбата започва значително по-късно, сравнено с Германия и САЩ, където този данък действа от 1920 г.
В съвременната данъчна система обектите на облагане с данъци са главно имущества, доходи и обороти (на стоки и услуги). Тъй като в миналото подоходните данъци в масов мащаб не са прилагани, преките данъци са се представлявали от имуществените такива. В съвременните условия фискалното значение на имуществените данъци е незначително, поради което може да се каже, че преките данъци днес се представляват главно от подоходните данъци.
С корпоративен данък се облага печалбата на юридическите лица за упражняваната от тях стопанска дейност. База за облагане е счетоводната печалба на данъчните субекти, преобразувана в намаление и/или увеличение според съответното законодателство. Счетоводната печалба се определя като разлика между приходите и разходите за определен данъчен период и така определена, тя подлежи на преобразуване, т.е. към нея се добавят или от нея се изваждат суми. Това какви суми трябва да се добавят или изважда, се регламентира законово.

### Пример
Фирма има счетоводна печалба – разликата между приходите и разходите по Отчета за приходите и разходите – за даден период {\displaystyle 1000} (хиляда) единици. В разходната част обаче има записан разход за {\displaystyle 20} (двадесет) единици, който не може да бъде документално доказан. Следователно имаме преобразуване – към 1000-та единици добавяме 20. Фирмата ползва законово облекчение от 80 (единици), защото е наела безработни и тук трябва да се извадят 80-те единици. Базата за облагане ще бъде {\displaystyle 1000+20-80=940} единици. Ако корпоративният данък е със ставка 20%, то самият данък ще бъде {\displaystyle 940.0,20=188} (сто осемдесет и осем) единици.

## Данъчна политика и данъчни ставки при КД
От това каква данъчна политика се провежда зависи и какви данъчни ставки ще се използват. Според кривата на Лафер непрекъснатото увеличаване на данъчната тежест не води автоматично до увеличаване на данъчните приходи. Това се обяснява с факта, че при твърде високи данъци стопанските субекти започват да свиват производството, оттам приходите и печалбата си, а това рефлектира върху данъчната основа. Така, при твърде висока данъчна ставка и при твърде ниска данъчна основа приходите за хазната не бележат съществени промени. Лафер доказва, че очевидно е необходимо да се търси оптимална данъчна ставка. Затова има стремеж ставките да бъдат на такова ниво, което да гарантира достатъчни приходи в държавната хазна и в същото време да загуби смисъл укриването на данъци, т.е. разходите по укриването да станат (почти) равни на самия размер на данъка и данъчните субекти да предпочетат да го плащат.

## В България
В България корпоративният данък е уреден със Закона за корпоративното подоходно облагане и след 2008 година вкл. ставката на корпоративния данък е 10%. В България корпоративен данък се дължи върху годишната печалба и то само, ако такава е реализирана. В края на календарната година фирмата трябва да пресметне своя финансов резултат. Той е равен на приходите минус разходите за периода от 1 януари до 31 декември на съответната година.
Особеност на корпоративния данък е, че по правило той се заплаща авансово – на база на прогнозирана годишна печалба. Прогнозната печалба се определя с декларацията за предходната година. Изключение от това право има за фирми със сравнително нисък оборот и за новорегистрирани такива. Фирми, които са регистрирани през текущата година не дължат авансов данък. Изключение са фирми, регистрирани при преобразуване на вече регистрирано дружество. Авансови вноски не правят и фирми, които са реализирали оборот от предишната календарна година по-малко от 300 000 лв. Авансови вноски на тримесечие заплащат фирмите, които са реализирали оборот между 300 000 и 3 000 000 лв. през предходната година. Вноските се правят до 15-о число на месеца, следващ края на тримесечието, а за третото тримесечие – до 15 декември на съответната година. За четвъртото тримесечие не се заплащат авансови вноски. Месечни авансови вноски се дължат от фирми, които имат оборот от поне 3 000 000 лв. за предходната финансова година. Вноските за януари, февруари и март се правят до 15 април на текущата година, а за всеки следващ месец – до 15-о число на текущия месец.